# Sapucaia do Sul
Sapucaia do Sul er en by og kommune i staten Rio Grande do Sul i Brasilien. Sapucaida do Sul er en erhvervsmæssig by, og nogle industrier har været der siden 1960'erne. Byen bliver krydset af BR-116, som er en af de mest vigtige veje i Brasilien.
1. ↑  cidades.ibge.gov.br (fra Wikidata).
2. ↑  www.ibge.gov.br, hentet 24. oktober 2023 (fra Wikidata).